# STS-123

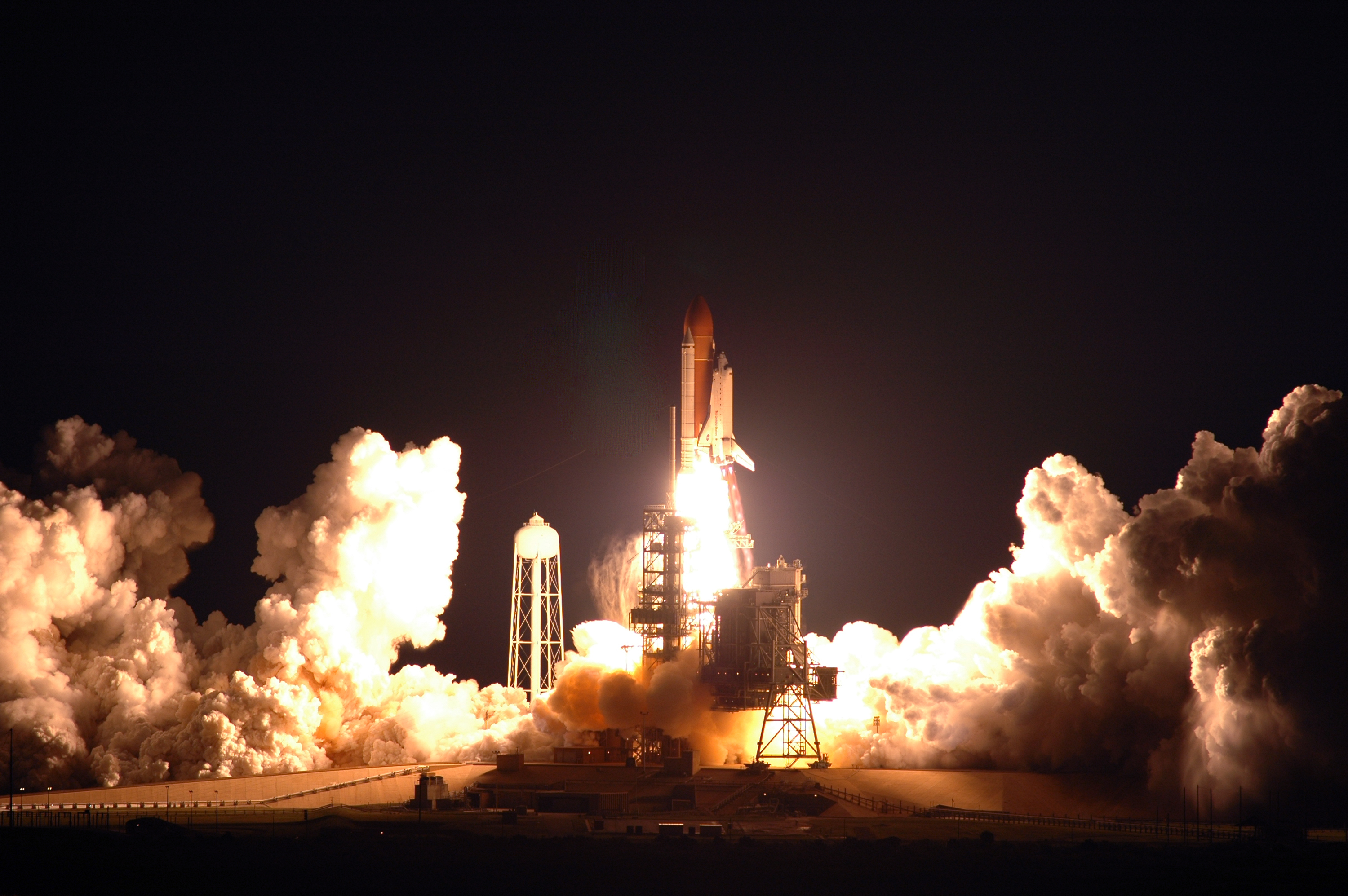
STS-123の発射

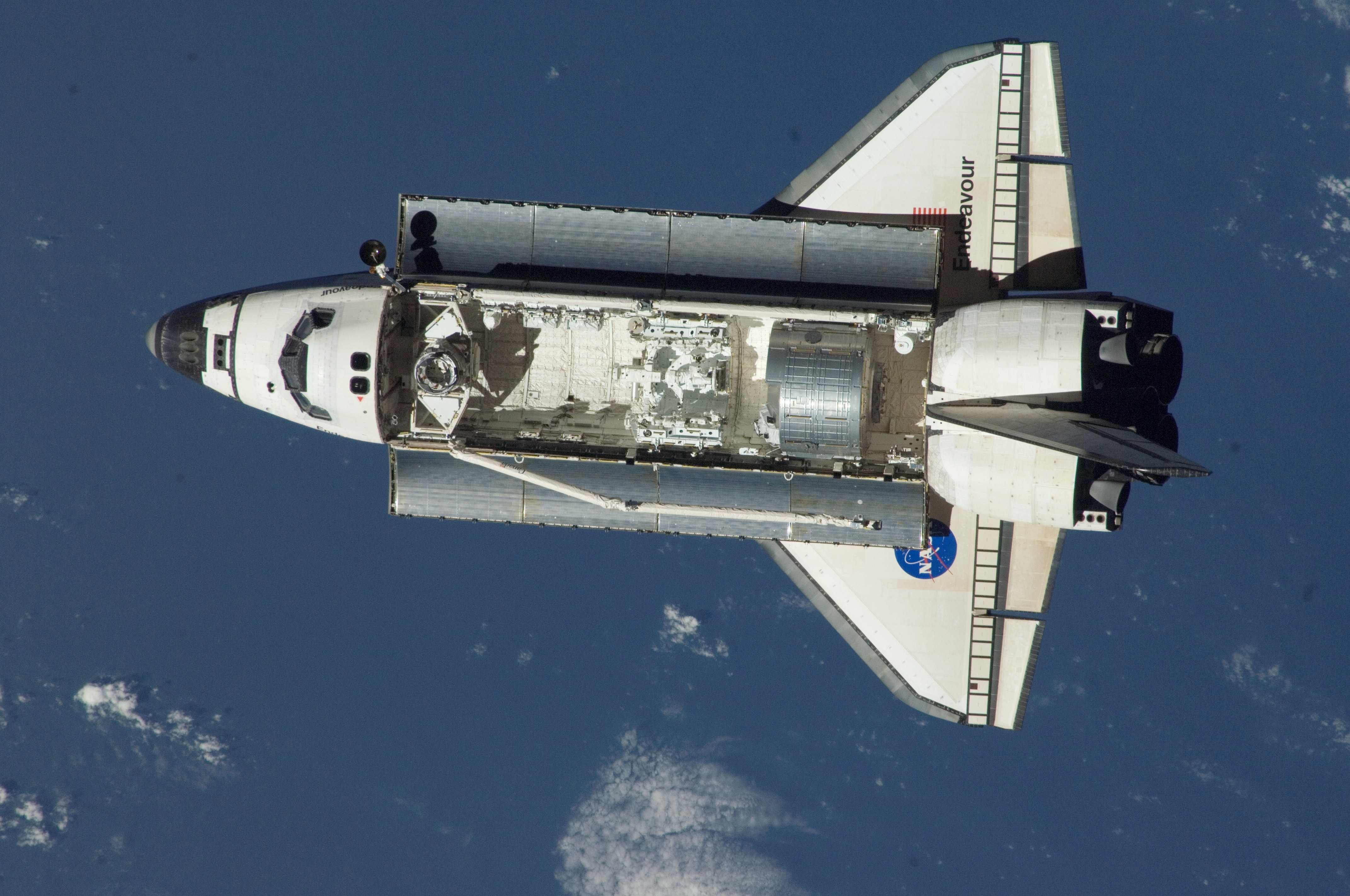
飛行2日目

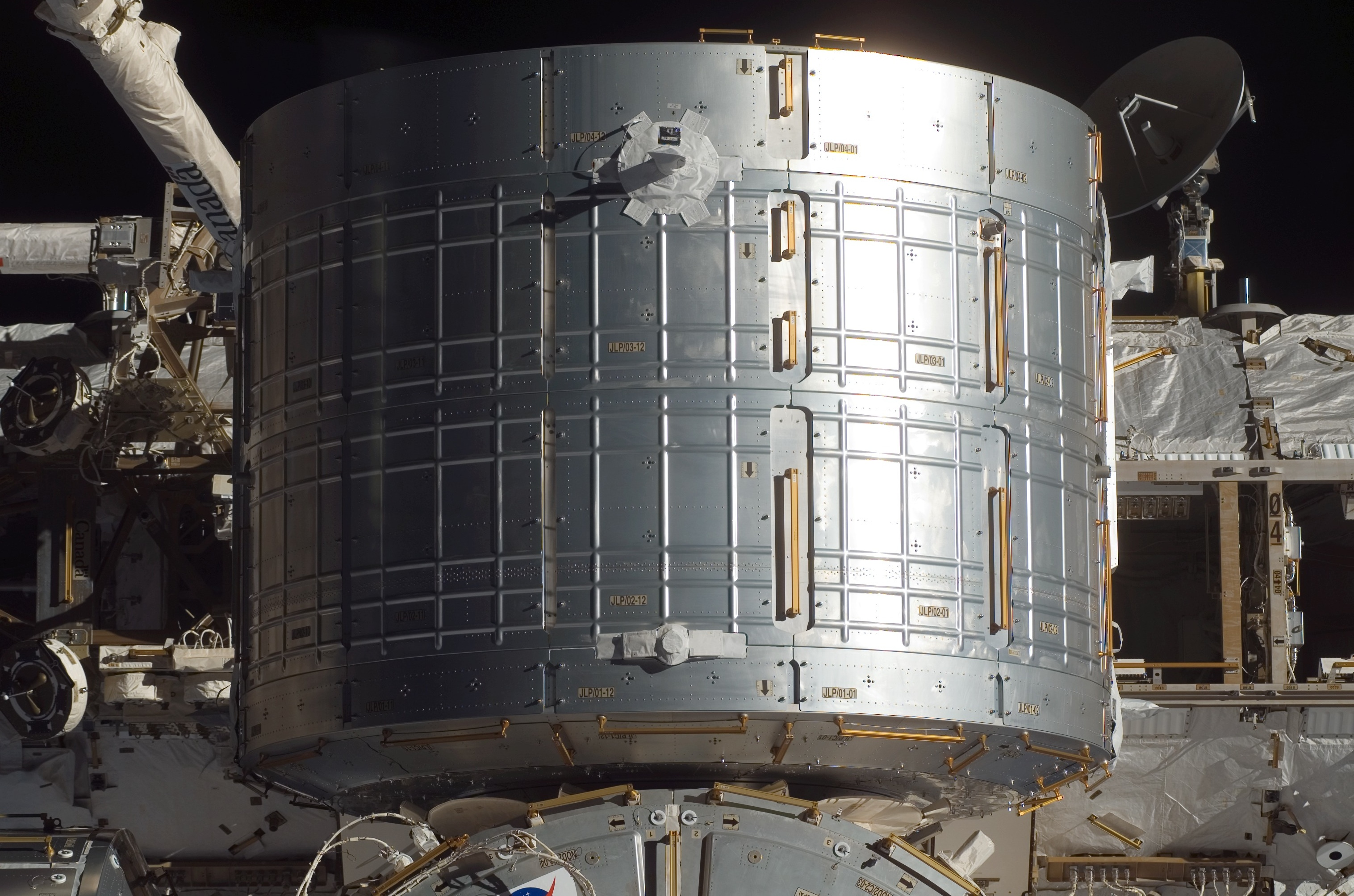
ISSに設置された船内保管室

STS-123は、国際宇宙ステーション（ISS）組立てミッション（1J/A）のために、2008年3月にスペースシャトルエンデバーによって行われた17日間に渡る有人宇宙飛行である。
ミッション内容は、日本の実験棟きぼうの一部である船内保管室のISSへの運搬と仮設、カナダ製の特殊目的ロボットアームデクスターのISSへの運搬と組立て等であった。
当初、打ち上げは2008年2月14日の予定であったが、STS-122の打ち上げ延期をうけて3月11日になった。これは25回目のISSへの飛行であった。ISSへのドッキングは3月13日03:49（UTC）に無事終了し、ミッションを終えた後、27日00:39（UTC）に地球に帰還した。
このミッションでは、宇宙食に多くの日本食が持ち込まれた。

## 乗組員
- ドミニク・パドウィル・ゴーリー（英語版） (4) - 船長
- グレゴリー・H・ジョンソン（英語版） (1) - パイロット
- リチャード・リネハン（英語版） (4) - ミッションスペシャリスト
- ロバート・ベンケン（英語版） (1) - ミッションスペシャリスト
- マイケル・フォアマン（英語版） (1) - ミッションスペシャリスト
- 土井隆雄 (2) - ミッションスペシャリスト（ 日本,宇宙航空研究開発機構）

### 出発するExpedition 16乗組員
- ギャレット・リーズマン (1) - フライトエンジニア

### 帰還するExpedition 16乗組員
- レオポルド・アイハーツ (2) - フライトエンジニア（ フランス,欧州宇宙機関）

かっこ内の数字は、今回を含めたフライト経験数。